# 信楽寺 (横須賀市)

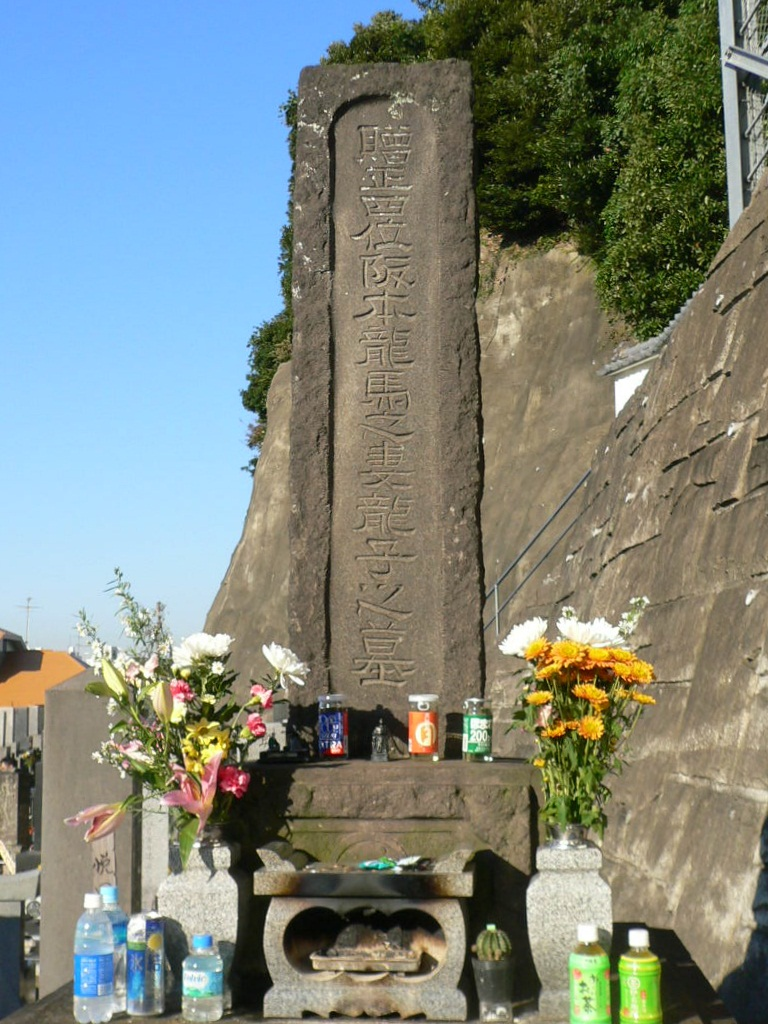
楢崎龍の墓

信楽寺（しんぎょうじ）は神奈川県横須賀市大津にある浄土宗の仏教寺院である。山号は宮谷山で、正式名称は宮谷山至心院信楽寺。三浦地蔵尊第27番札所である。幕末の志士坂本龍馬の妻、楢崎龍の墓がある。

## 本尊
本尊の阿弥陀如来は、伝・運慶作。地蔵菩薩も祀り、三浦地蔵尊第27番札所となっている。聖観音は行基作で、熊谷直実の守護仏であったと伝えられる。

## 歴史
永正元年（1504年）、証誉上人の開山と伝えられる。

## 境内
- 贈正四位阪本龍馬之妻龍子之墓
- 保久利地蔵（ぽっくりじぞう）

## 祭事・年中行事
- おりょうさんまつり（10月）

## 所在地・交通
神奈川横須賀市大津町3-29-1
- 京浜急行電鉄本線・京急大津駅下車徒歩7分